# 湖水効果

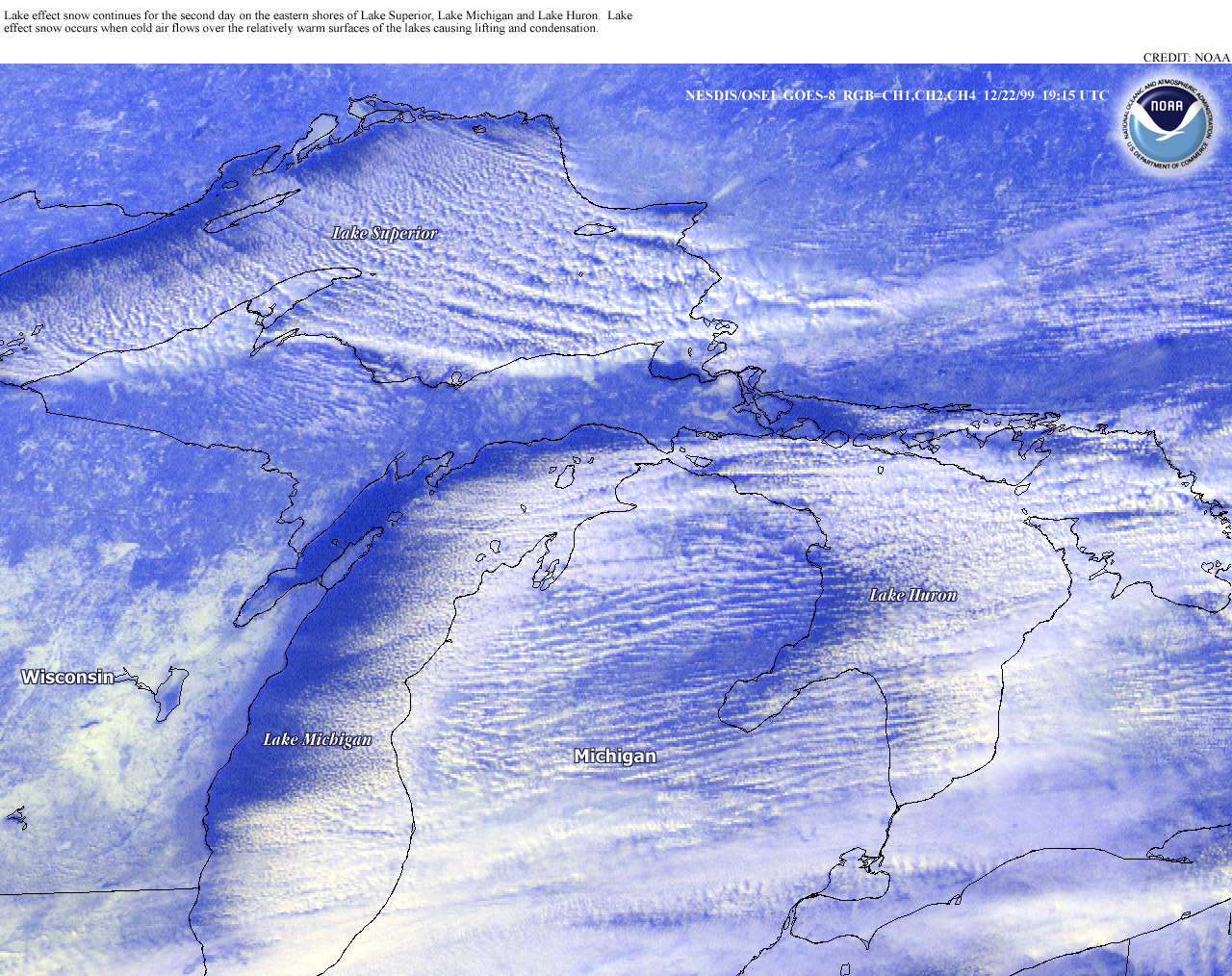
湖水効果による雪をとらえた気象衛星画像。筋状雲が湖から発生し、西寄りの風に運ばれて五大湖東岸に雪を降らせている。

湖水効果（こすいこうか、lake effect）は、湖岸や風下の気象に湖が与える影響を指して使うことがある用語。特に北アメリカの五大湖周辺では冬に湖水効果による雪 (lake-effect snow)がみられる。これは、寒気が相対的に暖かい湖上を吹き渡るときに雪雲が発達し、風下側陸地（東岸や南岸）に多く雪を降らせるものである。日本語の呼称はカタカナ転写のレイクエフェクト、レイク・エフェクトとすることもある。また、しばしば湖水効果による雪を指して“lake effect”「湖水効果」「レイクエフェクト」と呼ぶことがある。

## 発生機構

エリー湖から湧き出るように発生する雪雲のレーダー画像（Lake Storm "Aphid"に伴う大雪）

北アメリカ大陸において、カナダ方面からの冷たく乾いた空気（寒気）が五大湖を通過すると、相対的に暖かい湖水により大気の下層が暖められるとともに水蒸気の供給を受ける。これにより大気は不安定度を増し、主に積雲など対流性の雲からなる雪雲が発達する。
雪雲は風向きに従って列をなし、筋状雲あるいはクラウドストリート (cloud street)を形成する。この雪雲は雲頂がだいたい4kmほどで比較的背が低い雲だが、雲がかかった陸地には局地的にまとまった降雪がある。
降雪の強さは1時間に2 - 3インチ (5.1 - 7.6 cm)程度、ときに6インチ (15 cm)に達することがあり、1度の降雪量が数フィート（数十 cmから3 m弱）に達することもある。
湖水効果は、表面が凍結していない大きな湖で生じる。時期にも特徴があり、五大湖では、晩秋から初冬の水温がまだ高い時期に顕著に現れ、湖面の氷が拡大してくる冬の後半には効果が弱まってくる。湖面水温と850hPa高度の気温の差が13℃以上になると雪雲が発達するという報告もある。
また、湖岸の降雪には摩擦収束の効果もあると考えられている。気流が水域から上陸するところで、陸地で摩擦が増えることで緩やかな収束が生じ、凝結が促されて降水量を増やすはたらきをする。
積乱雲が発達して、ときに雷を伴う場合がある。アメリカでは雪を伴う雷が一般的ではないので「雷雪 (thundersnow) 」と呼ばれている。

### 降雪の局地性とスノーベルト

スノーベルト

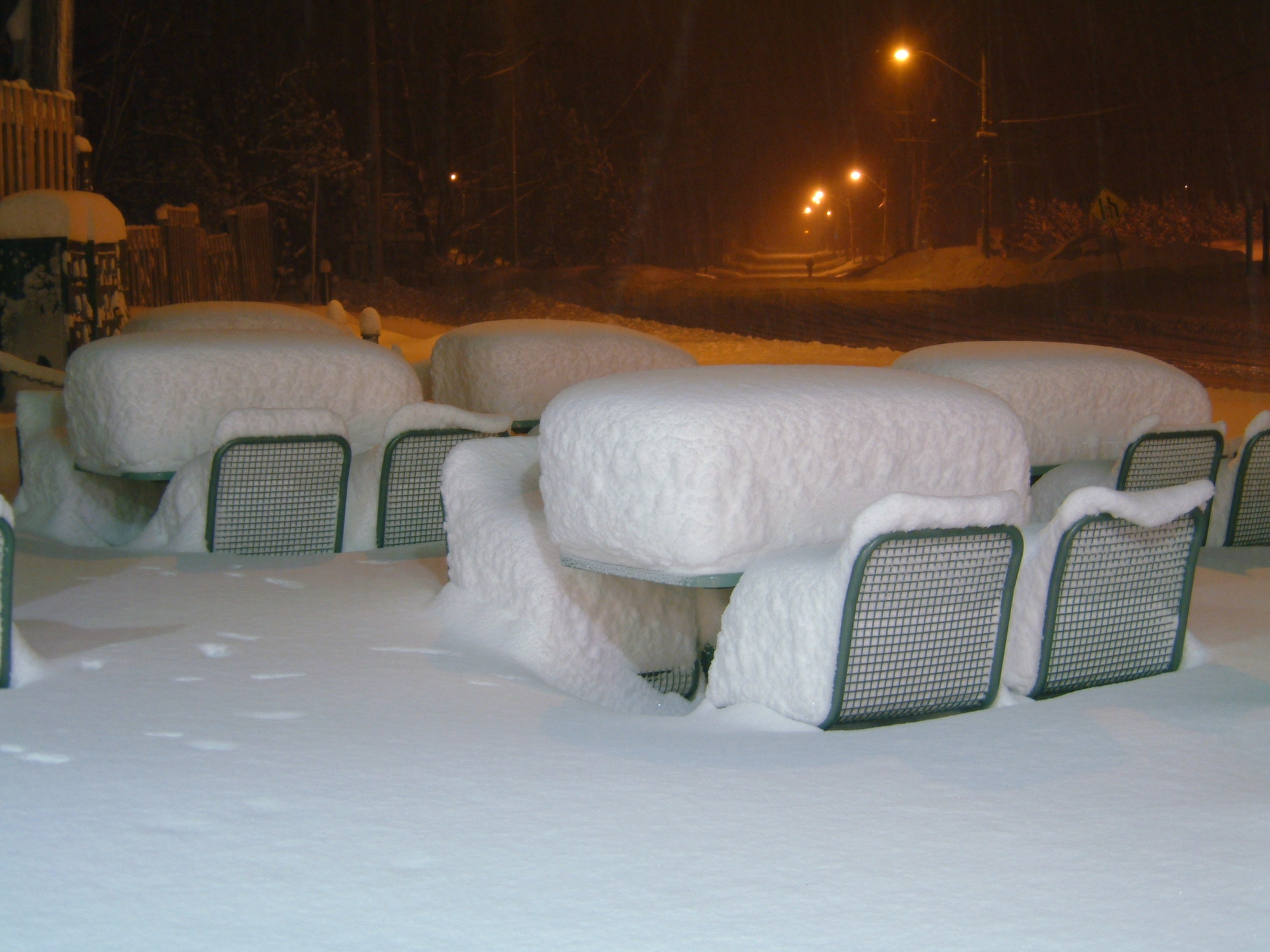
半日で60cmものドカ雪が降ったカナダオンタリオ州Wasaga Beach（ヒューロン湖東岸、2007年1月）

湖水効果による雪は局地的な性質が強い。風向によって降雪域は変わり、ある場所では筋状雲がかかり大雪が降っていても、数マイル（数 km）離れたところでは日が差しているような天候となる。雪の予報においても、風向が重要な要素となっている。
卓越風向が北西となるこの時期に湖の風下となるため、五大湖のとりわけ東から南の沿岸に湖水効果による雪が降る。湖水効果による雪の影響地域では、内陸部、また五大湖の風上の地域と比べて年間（一寒候期）の降雪量が多くなる。北アメリカで有数の降雪地帯であり、スノーベルト  (Snowbelt) とも呼ばれる。
湖水効果による雪の主な影響地域は、スペリオル湖の影響を受けるアメリカのミシガン州アッパー半島、ミシガン湖の影響を受けるミシガン州ロウアー半島部の北部・西部、インディアナ州北部、スペリオル湖やヒューロン湖の影響を受けるカナダのオンタリオ州南部、オンタリオ湖の影響を受けるアメリカのニューヨーク州の一部、エリー湖の影響を受けるオハイオ州とニューヨーク州の各一部。都市では、バッファロー、ウォータータウン、シラキュース（以上はニューヨーク州）、クリーブランド（オハイオ州）、エリー（ペンシルベニア州）、グランドラピッズ（ミシガン州）、サウスベンド（インディアナ州）など。
影響が顕著なアッパー半島の一部では、年間（一寒候期）の降雪量が250インチ (640 cm)を超えることがある。オンタリオ湖から50kmほど東にあるTug Hill高原（アディロンダック山脈西部）はアメリカ最深積雪をたびたび記録することで知られている。同高原のRedfield、Montague、Osceolaでは年間降雪量300インチ (760 cm)を観測する。また、Tug Hillの南にあるシラキュースは年間降雪量が115.6インチ (294 cm)あり、アメリカで最も雪が降る都市とされている。一方、湖水効果の影響が少ない近隣地域、例えばスペリオル湖の南西に位置するミネソタ州ダルースの年間降雪量は78インチ (200 cm)である。
南方だけが陸地とつながり三方を湖に囲まれるブルース半島（オンタリオ州）では、南風の場合や湖が凍結している場合を除けば、たいていの寒波や擾乱で湖水効果による雪・降水が発生する。キーウィノー半島（ミシガン州）でも冬の雪の大半は湖水効果が影響する。
寒気が湖上を渡る距離が長いほど雪雲は発達し、降雪量も増える。細長い湖の長手方向に風が吹くときにがそうで、南北に長いミシガン湖を北風が縦断するときには、一条の筋状雲がインディアナ州北西部で局地的な豪雪を降らせる。一方、細長い湖の短手方向に風が吹くときは何条もの筋状雲ができ降雪の様相が変わってくる。
発達した雪雲は、五大湖の岸から100マイル (160 km)以上届いて雪を降らせることもある。ニューヨーク州、ペンシルベニア州、ウェストバージニア州、メリーランド州などがその範囲に入る。
スペリオル湖、ミシガン湖、ヒューロン湖はふつう全面的に結氷しないので、冬を通して湖水効果が現れる。一方、エリー湖は比較的浅いこともあって全面結氷するので、その期間は湖水効果が現れない。
また五大湖の西から北の沿岸に湖水効果による雪が現れるのは稀である。雨も含めれば、低気圧の北側となったときに東寄りの風で湖水効果による降水量の増加がみられることはある。
気候変動に伴う気温上昇によって、イリノイ州、インディアナ州、オハイオ州で全体としては降雪量が減少している一方、五大湖沿岸では対照的に増加している。これは水温の上昇と結氷面積の減少により生じたと考えられていて、地球温暖化による気温上昇が続くとさらに増加すると見込まれる。また、気温の上昇によって南部を中心に降雪が降雨に変化していく可能性があると考えられている。

## 影響と予報
ほかの擾乱による雪と同様に、湖水効果による降雪は吹雪や視界不良、交通障害などで生活に影響を及ぼすが、局地的に降り降雪量が急増することに注意が必要とされる。
低気圧などではなく湖水効果による降雪で災害の恐れがある場合、アメリカでは気象当局がLake Effect Snow Advisory（日本の注意報相当）、Lake Effect Snow Warning（日本の警報相当）の情報を発表して注意喚起する。基準は地域により異なるが、ビンガムトン気象台（ニューヨーク州とペンシルベニア州の各一部）の場合12時間に7インチ (18 cm)以上、ゲーロード気象台（ミシガン州北東部）の場合12時間に8インチ (20 cm)以上または24時間に10インチ (25 cm)以上の降雪（強風などを伴う場合はより低い値）が予想されるときに、それぞれWarningを発表する。
カナダでも湖水効果による降雪で災害の恐れがある場合、気象当局がSnow Squall Watch（日本の注意報相当）、Snow Squall Warning（日本の警報相当）の情報を発表して注意喚起する。基準は12時間に15 cm以上の降雪または地吹雪・吹雪により視程400 m未満の状態が3時間以上継続することが予想されるとき。
湖水効果による雪の中でも、暴風を伴う場合はlake effect stormと呼ぶことがある。ただ、暴風とはあまり関係なしに、激しい降水につながるようなもの、災害につながるような降雪を指してlake effect storm, lake effect snow stormと呼ぶこともある。

## 湖水効果による雪の災害事例
2014年11月、ニューヨーク州バッファロー近郊の地域が湖水効果による豪雪に見舞われた。激しい降雪のためホワイトアウト状態となり、バッファローの東の近郊では2日間で5フィート (1.5 m)の降雪があり、湖水効果による雪としても記録的なものとなった。少なくとも12人が死亡、数百棟の建物の屋根が損壊した。また、1,000人近くが巻き込まれる道路の立ち往生が発生し、輸送困難により食料やガソリンの不足が発生した。このとき、北に数マイル離れた地点は降雪が数インチ（3 cmから20 cmほど）に過ぎない局地的な雪だった。
2022年11月には、ニューヨーク州オーチャードパーク (Orchard Park)でlake effect snow stormとしては最多となる24時間降雪量77インチ (2.0 m)を記録した。

## 五大湖以外の例
アメリカではグレートソルト湖（ユタ州）、またフィンガー・レイクス（ニューヨーク州）のようにより小さな湖でも、風向き、気温と水温の大きな温度差などの条件が整うと、湖水効果による雪が発生することがある。
基本的に、暖かい大規模な水域に冷たい空気が接触するところでは、湖水効果による雪のような現象が発生しうる。
対象を海に拡大しても、同じような降雪がみられる。湖以外では水域名に応じて、bay effect snow, ocean effect snow, sea effect snowなどの派生語を使うことがある。
五大湖とは規模が異なるものの、日本の日本海側において、大陸からの寒気が相対的に暖かい日本海上を吹送、これにより発達した筋状の雪雲が降雪をもたらす機構は、類似のものとみなすことができる。この降雪も英語ではsea-effect snowなどと言及される。
アメリカではチェサピーク湾沿岸やケープコッド（マサチューセッツ州）が海の影響による降雪 (ocean-effect snow)のみられる地域に挙げられる。